# Marcella Carollo

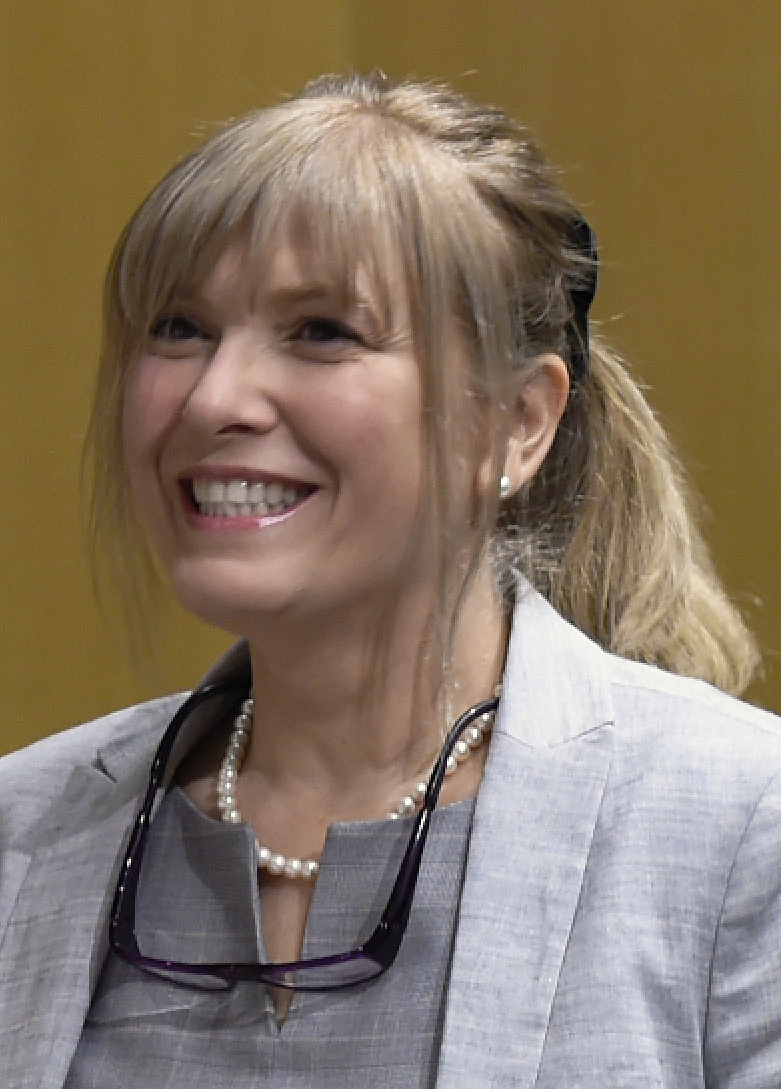
C. Marcella Carollo (2017)

Carmen Marcella Carollo (* 14. November 1962 in Palermo) ist eine italienische Astrophysikerin.

## Beruflicher Werdegang

### Von der Promotion bis zur ordentlichen Professur
Marcella Carollo promovierte 1994 an der Ludwig-Maximilians-Universität München in Astrophysik. Sie war von 1994 bis 1996 als EC-Fellow am Observatorium in Leiden, danach 1997–1999 als Hubble-Fellow an der Johns-Hopkins-Universität in Baltimore. 1999 erhielt sie eine Assistenzprofessur im Astronomiedepartement der Columbia-Universität in New York. Von 2002 bis 2007 war sie ausserordentliche Professorin an der ETH Zürich; 2007 wurde sie dort ordentliche Professorin für Astrophysik.
Carollos Forschungsschwerpunkte sind die Entstehung und Evolution von Galaxien und Struktur im Universum von kurz nach dem Urknall bis in die Gegenwart.

### Mobbingvorwürfe und Entlassung durch die ETH Zürich
Im Zusammenhang mit Vorwürfen gegen Carollo wegen Mobbings wurde das Institut für Astronomie geschlossen, zum neuen Institut für Teilchenphysik und Astrophysik der ETH zusammengelegt und ihr Lehrstuhl ausgegliedert. Carollo und ihr Ehemann Simon Lilly, der an demselben Institut wie sie Professor und zeitweilig dessen Leiter gewesen war, wurden zunächst in ein Sabbatical beurlaubt.
Im Januar 2018 wurde, zusätzlich zur Untersuchung wegen der Mobbingvorwürfe, eine Untersuchung wegen Verdachts auf Fehlverhalten in der Forschung eingeleitet. Die Professorin wurde bis zum Abschluss beider Untersuchungen freigestellt. Während sich der Verdacht auf wissenschaftliches Fehlverhalten nicht bestätigte, wurde nach Abschluss der Untersuchung im Herbst 2018 bekannt, dass wegen der Beschwerden über ihr Führungsverhalten ein Entlassungsverfahren gegen Carollo eingeleitet worden war.
Eine öffentliche wie auch interne Diskussion begleitete die Vorwürfe. Im März 2019 sprach die ETH-Physik-Professorin Ursula Keller in einem Interview mit dem Online-Magazin Republik von «Führungsmängeln, Sexismus und Korruption an der ETH Zürich» und äusserte die Vermutung, dass der Grund für die beantragte Entlassung ihrer Kollegin «nicht primär die Mobbingvorwürfe, sondern ihr Geschlecht» sei.
Andere Kolleginnen an der ETH widersprachen Keller jedoch. In einem Brief an die Schulleitung und den ETH-Rat legten ein knappes Dutzend Professorinnen, Departementsvorsteherinnen und Studiendirektorinnen ihre Sichtweise dar: «Wir möchten in diesem Brief betonen, dass wir eine andere Kultur erlebten und erleben als die in der Presse dargestellte».
ETH-Präsident Joël Mesot, der zuvor eine externe Untersuchung angeregt hatte, bezeichnete Kellers Vorwürfe als massiv, jedoch völlig unbelegt: «Für mich ist es absolut inakzeptabel, dass ETH-Angehörige ohne irgendwelche Belege solch schwerwiegende Anschuldigungen gegen die ETH und vor allem gegen die eigenen Kolleginnen und Kollegen in einem Interview erheben.»
Im Juli 2019 entschied der ETH-Rat, dem Entlassungsantrag zu folgen. Es handelte sich um die erste Entlassung eines Professors der ETH Zürich seit der Gründung des Rats Anfang der 1990er-Jahre.
Am 6. April 2022 urteilte das Bundesverwaltungsgericht, da der Kündigung keine Mahnung vorausgegangen sei, sei sie mangels eines sachlich hinreichenden Grundes ungerechtfertigt, jedoch weder missbräuchlich noch geschlechtsdiskriminierend gewesen. Daher bestätigte das Gericht die Beendigung des Arbeitsverhältnisses, sprach der Beschwerdeführerin aber eine Entschädigung in Höhe von acht Monatslöhnen zu.
In seiner Abschiedsvorlesung an der ETH nahm Ende März 2024 Simon Lilly, Carollos Ehemann, erstmals öffentlich Stellung. Er erhob schwere Vorwürfe gegen die ETH. Von der ETH gab es keine Stellungnahme; die Vorlesung wurde vom Videoportal der Hochschule entfernt. In seiner Vorlesungsreihe «Mobbing and Hierarchies in Academia» nannte der kanadische emeritierte Soziologe Kenneth Westhues den Fall als ein Beispiel für akademisches Mobbing.